# نرم‌افزار مهندسی عمران
نرم‌افزارهای مختلفی برای تخصص‌های گوناگون رشته مهندسی عمران وجود دارند. بیشتر مهندسان عمران، در گرایش‌های مختلف ازقبیل مهندسی خاک و پی، مهندسی سازه، مهندسی ترابری، مهندسی هیدرولیک، مهندسی محیط، مدیریت پروژه و ساخت، مهندسی سواحل بنادر وسازه‌های دریایی و نقشه‌برداری فعالیت دارند.
تمایل آن‌ها برای کار با برنامه‌های مهندسی عمران از علایق آموزشی‌شان برای ورود به قرن بیست و یکم با عنوان یک مهندس عمران ناشی می‌شود. امروزه این علایق و تمایلات محور ادامه تحصیلات شده‌است که ادامه تحصیلات نیز لازمه حفظ مجوزهای حرفه‌ای است. در نتیجه افزایش استفاده و تقاضا برای این نرم‌افزارها نیاز به مشاغلی همچون نقشه‌کشی کم‌تر شد؛ زیرا اکنون یک مهندس در نتیجه رفع نیاز به طراحی دستی، توانایی واردکردن پارامترهای طراحی را به برنامه دارد. نقشه‌کشی یکی از گرایش‌های تخصصی مهندسی عمران است که اتکای فراوانی به رایانه‌ای شدن صنعت دارد. آموزش برنامه‌های نرم‌افزاری در متون کتاب‌های دانشگاهی نیز گنجانده شده‌اند تا دانشجویان، تجربه کار با این برنامه‌ها را فراگیرند.
یکی دیگر از زیرشاخه‌های تخصصی این رشته، یعنی طراحی زیرساخت نیز وابستگی بالایی به برآورد میزان بار، فشار، زه‌کشی و جریان آب دارد. برخی از شرکت‌های تولیدکننده نرم‌افزار، در تلاش هستند تا برنامه‌های طراحی ویژه‌ای را برای رشته‌های گوناگون طراحی زیرساخت به صورت یکپارچه فراهم کنند. اگرچه معمولاً استفاده از نرم‌افزارهایی مثل مایکروسافت اکسل با قیمتی به مراتب پایین‌تر نیز مفید است. هنگام طراحی مرحله ساخت‌وساز، روش‌های مختلف مدیریت پروژه برای تخمین عواملی همچون قیمت، جدول زمان‌بندی و منابع مفید هستند. بسته‌های نرم‌افزاری گوناگون، بر مبنای معادلات و نظریات مختلفی که پایه و اساس این محاسبات هستند، ساخته شده‌اند. یک طراح جاده ممکن است برای مثال موقعیت کنونی لوله‌های زیر زمین را اصلاح کند. نرم‌افزار سیویل دیزاینر (به انگلیسی: Civil Designer) یک نمونه از بسته طراحی است که از جمع‌آوری داده‌های یک پارچه، ترسیم، مدل‌سازی سطحی و سیستم طراحی برای زیرساخت مهندسی عمران تشکیل شده‌است.
از نگاه مهندسان عمران، این گونه از نرم‌افزارها تنها برای زیرسازی زمین زیر ساختمان‌ها استفاده نمی‌شوند؛ بلکه برای حفاظت از آن‌ها نیز کاربرد دارند؛ آنچنان که اخیراً در سال ۲۰۱۱ برنامه‌هایی ساخته شده‌اند که به مهندس این اجازه را می‌دهند که ترک خوردگی در پل‌ها و ساختمان‌ها را زیر نظر بگیرند. همان‌طور که شبکه‌های توزیع آب، شکست و ترک در لوله‌های سطحی را از طریق سنسورهای نصب شده تحت کنترل دارند. این ویژگی، به مهندسان اجازه می‌دهد تا بخشی از هزینه‌های مربوط به بازرسی‌های انسانی را کاهش دهند. اتوکد سیویل ۲۰۱۲ این قابلیت را ارائه می‌کند که کار با این نرم‌افزار را آسان می‌کند؛ همان‌طور که برنامه‌های اتودسک دیگر با ساده کردن کار و کاهش دادن هزینه‌ها برای مهندسان این کار را انجام می‌دهند. در نتیجهٔ قابلیت ترکیب اطلاعات بیشتر در این نرم‌افزارها، نسبت به ورژن‌های ۵ سال سرعت بالاتری دارند. نرم‌افزارهای جدید مدل‌سازی اطلاعات ساختمان BIM امروزه کمک بسزایی در تحول در مهندسی عمران و اجرای طرح‌های عمرانی کرده‌اند و تولیدکنندگان بزرگی همچون شرکت اتودسک نیز علاوه بر تولید نرم‌افزارهای قدیمی خود مانند اتوکد رو به طراحی نرم‌افزارهای جدید با هسته کاملاً متفاوت و مبتنی بر فلسفه مدل‌سازی اطلاعات ساختمان کرده‌است که ازجمله این نرم‌افزارها می‌توان به نرم‌افزار رویت Revit اشاره نمود.